# Nidalia splendens
Nidalia splendens är en korallart som beskrevs av Thomson och Dean 1931. Nidalia splendens ingår i släktet Nidalia och familjen Nidaliidae. Inga underarter finns listade i Catalogue of Life.